# Смирнов, Василий Иванович (художник)
Василий Иванович Смирнов (1841—1922) — русский художник.

## Биография
Родился 28 января (9 февраля) 1841 года в селе Губачево Угличского уезда Ярославской губернии в семье сельского священника. После духовного уездного училища, он был направлен для продолжения учёбы в Ярославскую семинарию. 
В 1860 году он поступил учиться в Петербургскую императорскую академию художеств. Здесь за время обучения Смирнова дважды награждали серебряными медалями второго (1866) и первого (1867) достоинства за этюды с натуры. По окончании академии в сентябре 1870 года он получил диплом «на звание классного художника третьей степени… за отличные успехи в живописи с присвоением права на чин XIV класса».
В январе 1873 года уехал в Ставрополь, где открылась вакансия учителя рисования и черчения. В течение 47 лет В. И. Смирнов преподавал в учебных заведениях Ставрополя: мужской классической гимназии, реальном училище, духовной семинарии, учительской семинарии, Ольгинской женской гимназии, кроме этого он давал частные уроки. 
В 1881 году женился на дочери коллежского асессора Скляревского, Анисье Фёдоровне, с которой у него было девять детей (в младенчестве умерла одна дочь Анна). Жили они в историческом центре Ставрополя на Александровской улице (ныне — улица Дзержинского, 105) в старинном доме с просторным двором, хозяйственными постройками и фруктовым садом. Основное усадебное здание построено в 1851 году. Это был типичный жилой дом, Деревянный дом, на каменном фундаменте, с деревянной галереей вдоль северной стены, был построен в 1851 году. Первым его хозяином был фотограф Пётр Викторович Волков. 
Умер 1 мая 1922 года. Был похоронен на Успенском кладбище (могила не сохранилась). 
В. И. Смирнов работал, в основном, в портретном и пейзажном жанрах. Создал более 500 произведений — рисунки, наброски, эскизы, этюды, картины.
Частым гостем Смирновых был ученик и друг хозяина Коста Леванович Хетагуров, в связи при создании литературного музея, связанного с деятельностью Хетагурова, для него был выбран дом В. И. Смирнова. Музей, в который дочь художника Нина Васильевна Смирнова передала всё наследие отца, открылся 4 ноября 1977 года выставкой художественных работ В. И. Смирнова; в 1978 году он стал филиалом Ставропольского краевого краеведческого музея им. Г. К. Праве. 